# ريتشارد كيلي (لاعب كريكت)
ريتشارد كيلي (بالإنجليزية: Richard Kelly)‏ (21 مارس 1870 بملبورن في أستراليا - 27 ديسمبر 1941) هو لاعب كريكت أسترالي. لعب مع فريق فكتوريا للكريكت.

## وصلات خارجية
- ريتشارد كيلي على موقع إي آس بي آن كريك إنفو (الإنجليزية)